# Libuše Nachtmannová
Libuše Nachtmannová, rozená Marianová (9. ledna 1919 Roudnice nad Labem – 28. srpna 2013) byla za protektorátu členkou ilegální odbojové skupiny Kapitán Nemo a spolupracovnicí vojenské podzemní organizace Obrana národa. Po zatčení gestapem na začátku října 1941 byla po měsíci věznění v Praze na Karlově náměstí deportována počátkem listopadu 1941 do koncentračního tábora Ravensbrück u Berlína. Tady byla vězněna déle než tři roky až do konce druhé světové války.

## Život

### Rodina a studia

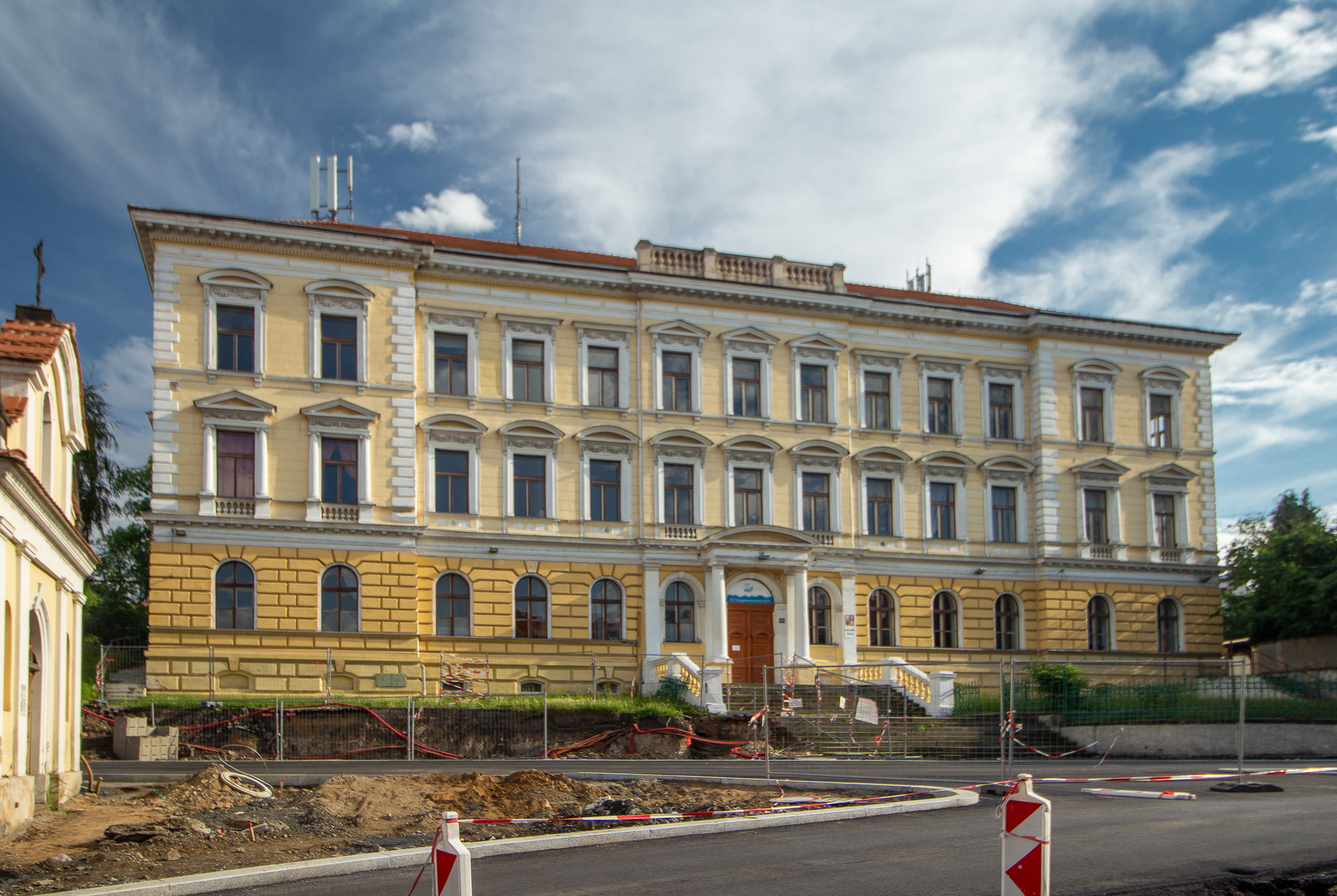
Budova na adrese Jungmannova 660. Dnes (rok 2024) zde sídlí 2. základní škola v Roudnici nad Labem, ale v roce 1938, kdy Libuše Marianová maturovala, zde sídlilo reálné gymnázium v Roudnici nad Labem

Libuše Marianová se narodila 9. ledna 1919 v Roudnici nad Labem do vlastenecky zaměřené rodiny. Její otec byl českým učitelem a vyučoval v německém pohraničí na českých školách zřizovaných Ústřední maticí školskou. Libuše byla členkou skauta i Sokola a po absolvování základní školy úspěšně odmaturovala v roce 1938 na reálném gymnáziu v Roudnici nad Labem. Na gymnáziu se učila německy a přes prázdniny si tento jazyk zdokonalovala pobytem v německé rodině v Liberci. Také se věnovala francouzštině, neboť se její rodiče účastnili činnosti Alliance française v Roudnici nad Labem. Studium vysoké školy v Praze v oboru farmacie zahájila Libuše v září 1938 a studovala až do 17. listopadu 1939, kdy Němci české vysoké školy uzavřeli. Během svých studií v Praze bydlela na ubytovně Young Women’s Christian Association, což byla obdoba známější YMCA (Young Men’s Christian Association) určená pro dívky.

### Odboj

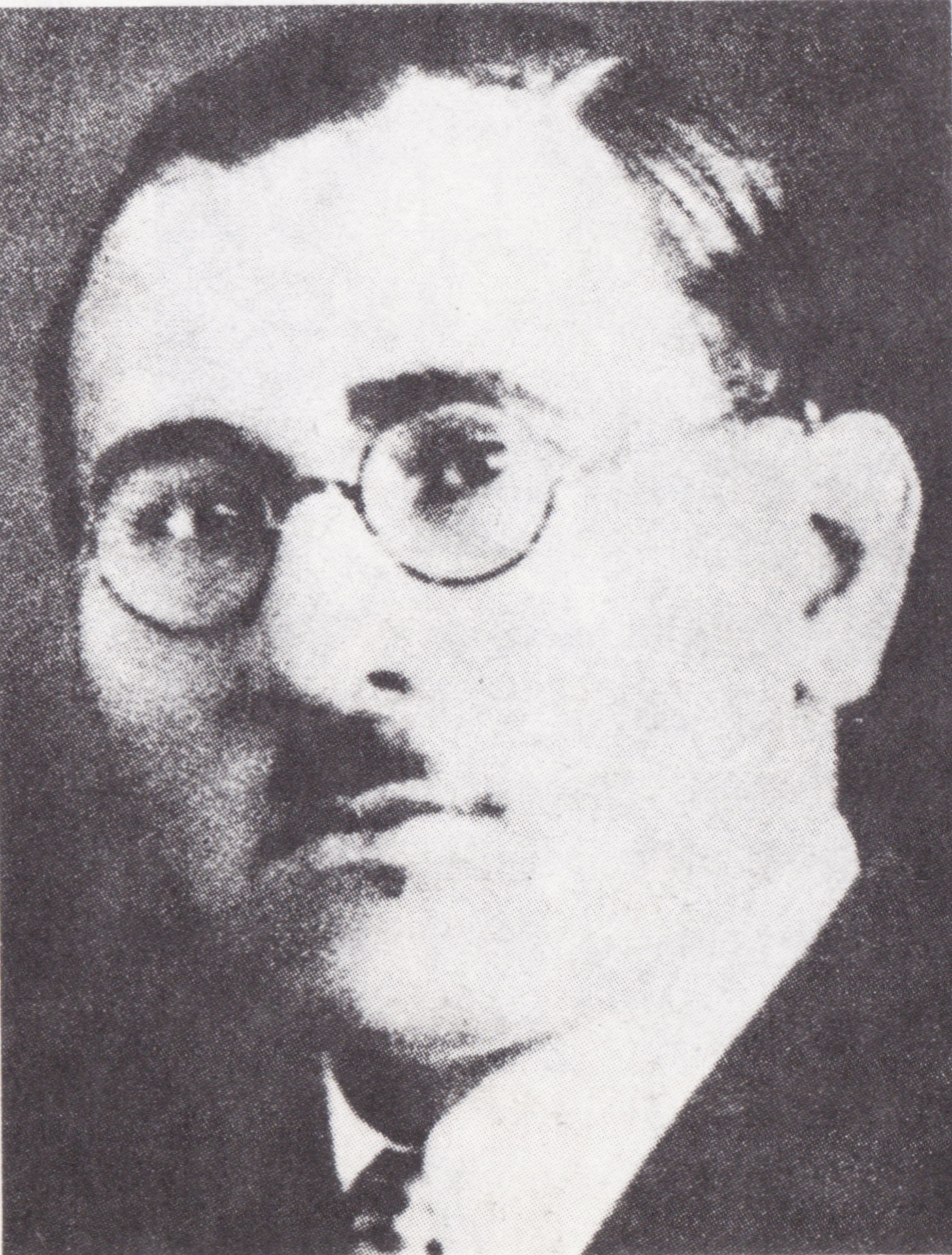
Odbojář František Mandík

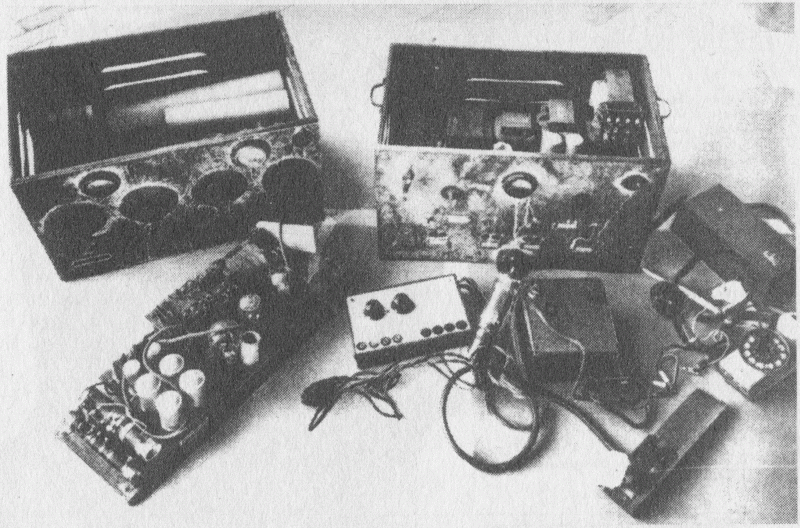
Radiotelegrafický komplet třídy Sparta

Libuše Marianová zůstala po uzavření vysokých škol v Praze, pracovala v pražské německé firmě, což ji uchránilo před odchodem na nucené práce do Německa. Díky svému členství v Sokole a skautu se ještě v roce 1939, ve svých 20 letech, zapojila do řad domácího odboje v Obraně národa (ON).
Byla jsem naivní. Kdysi jsem četla knihy o odboji proti Rakousko-Uhersku. Tenkrát se dokonce odbojáři fotili někde v pražské Šárce. To bylo divadýlko oproti odboji za 2. světové války. Mysleli jsme, že válka brzo skončí, že i Němci toho mají dost. Poštvali si proti sobě celou Evropu, umírali na frontách, to přece nikdo nechtěl...
Libuše Marianová, O 2. odboji, 
Tato ilegální protiněmecká organizace byla z velké části tvořena bývalými vojáky z povolání, ale v řadách ON působily i ženy, jejichž úkolem bylo většinou maskovat nelegální činnost mužů. Libuše začala navštěvovat byt manželů Mandíkových v Horní ulici v Praze Nuslích. František Mandík, bývalý příslušník československých legií v Itálii, zastával úřednické místo na ministerstvu a spolu se svojí manželkou Marií Mandíkovou aktivně pomáhali domácímu protiněmeckému odboji. Kromě ilegální odbojové organizace Kapitán Nemo pomáhal František Mandík i členům Obrany národa, jakož i členům Ústředního vedení odboje domácího (ÚVOD).
Ilegální aktivity manželů Mandíkových byly značně široké a zahrnovaly nejen ukrývání odbojářů, ale v jejich bytě se konaly i schůzky představitelů ON a ÚVOD. František Mandík se podílel i na ilegálním vysílání radiostanic Sparta I a II. Bylo to v době od 7. května 1941 do 28. června 1941. V tomto období poskytl krátkodobý azyl radiotelegrafistovi Jindřichu Klečkovi a zároveň umožnil ve svém bytě umístit ilegální vysílačku Sparta II určenou pro radiové spojení domácího odboje s Londýnem. Z bytu u Mandíků vysílal nějaká čas radiotelegrafista Sparty II četař František Peltán za podpory štábního kapitána Václava Morávka.
Libuše Marianová zajišťovala přesuny ilegálních vysílaček a jejich operátorů – radiotelegrafistů – na nová místa. Také doprovázela odbojáře při jejich útěcích za hranice Protektorátu Čechy a Morava. Přesun radiotelegrafisty spolu s ženou či dívkou večer městem do jiného ilegálního bytu byl méně nápadný, než když na místo putoval jako osamělý muž. Stejně jako operátoři se přesouvaly i radiotelegrafické komplety. Po každém vysílání bylo nutno vysílačku přemístit jinam, protože předchozí relace už byla německou odposlechovou službou nejspíše zaměřena (lokalizována). Přemístit radiovou stanici v aktovce nebylo možno a tak se radiový komplet demontoval na díly, které se uložily do nákupní tašky a shora se maskovaly zeleninou nebo vrstvou brambor. Žena s nákupní taškou ve 40. letech 20. století pohybující se po městě nebyla nápadná.
Zátah gestapa v sobotu 28. června 1941 v bytě u Mandíků byl výsledkem činnosti německé rádiové měřicí stanice (funkmessstelle) a především vojenské radiové zaměřovací služby (funkabwehr). Domácí odboj přišel u Mandíků o vysílačku Sparta II. Německý funkabwehr zaměřil v noci ze 3. na 4. října 1941 i vysílání radiostanice Sparta I operující kolem půlnoci z budovy Jinonického akcízu. Přepadení jinonického akcízu mělo fatální dohru. Bylo zadrženo značné množství odbojářů a domácí odboj přišel o technické prostředky pro udržení radiotelegrafického spojení s československým exilovým ústředím v Londýně.
Každý z nás věděl, že jde o život. Bát jsem se začala, až když zatkli kamarádku Ambrušovou. Paní Mandíková na sobě nedala nic znát, já se jí ale přiznala, že se hrozně bojím. Říkala, že když to přijde, důležité je něco gestapu prozradit, jinak vás umlátí, ale rozhodně ne žádná jména. Jenomže to bylo přesně to, co je zajímalo ...
Libuše Marianová, O pocitech před zatčením, 

### Zatčení, výslechy, věznění

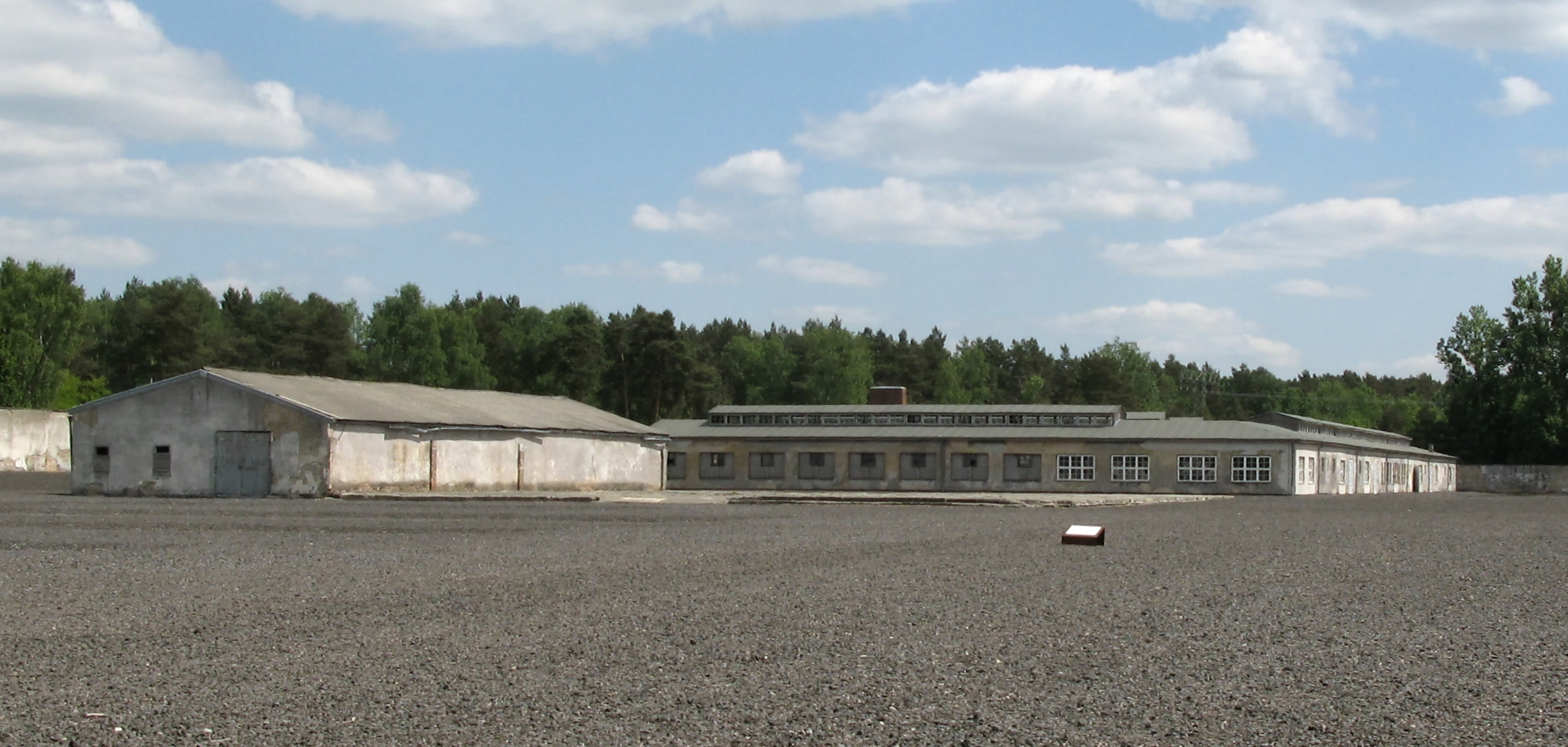
Část ženských ubikací v bývalém koncentračním táboře Ravensbrück

Dne 6. října 1941 byla Libuše Marianová zatčena gestapem v rámci likvidace druhé garnitury Obrany národa, která přišla v září 1941 s nástupem Reinharda Heydricha do úřadu zastupujícího říšského protektora. Libuše nebyla přímo přistižena při výkonu nějaké ilegální aktivity, ale byla nejspíše prozrazena na základě výslechů nějakého z dříve zatčených odbojářů. Byla podrobena opakovaným výslechům, ale nikoho konkrétního neprozradila.
Vůbec je nezajímalo, jak jsem byla zapojená do odboje, chtěli jenom jména. Furt jen otázky: Kdo, jak vypadali, kde bydlí! Na to jsem byla připravená a dokola jsem opakovala, že je neznám pravým jménem. Popisovala jsem smýšlené postavy, jeden byl zrzavý a kulhal, jiný nosí klobouk a kabát, obličej nevýrazný. Hlavně jsem se bála, aby náhodou některý ze skutečných odbojářů nekulhal a nebyl zrzavý ...
Libuše Marianová, O průběhu výslechů na gestapu, 
Bez soudu byla (po měsíci pobytu ve věznici na Karlově náměstí) dne 6. listopadu 1941 ráno odeslána vlakem do koncentračního tábora Ravensbrück nedaleko Berlína, kde byla vězněna až do konce druhé světové války. V pracovním táboře, určeném převážně pro vězeňkyně, se vyráběly výbavy a oblečení pro německé vojáky. Následně byla přiřazena na trvalou práci do Dachau Betriebe. Tady byla nasazena v továrně, kde se vyráběly oděvní části vojenské výstroje pro frontu. Mizernou vězeňskou stravu vylepšovala balíčky, které jí z domova posílala matka.

### Pochod smrti
Na konci druhé světové války, z obav před postupující Rudou armádou, se Němci rozhodli evakuovat koncentrační tábor Ravensbrück a vypravili vězně (asi 20 000) na tzv. pochod smrti. Ještě s několika spoluvězeňkyněmi se jí podařilo z pochodu smrti uprchnout. Vězeňkyně nakonec doputovaly na území pod sovětskou kontrolou a po nutné karanténě se Libuše domů do Roudnice nad Labem vrátila vlakem k matce až v červnu 1945.

### Po druhé světové válce

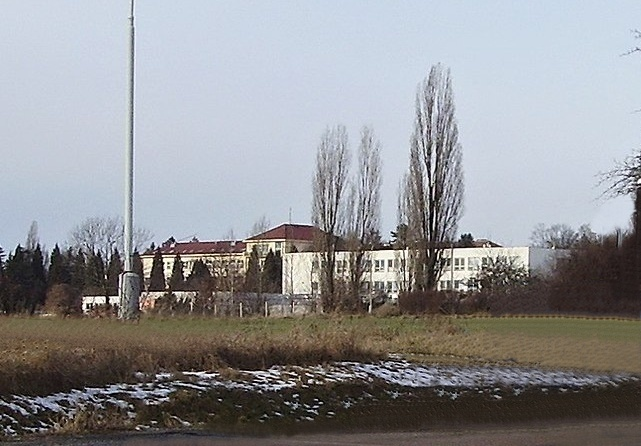
Budova Výzkumného ústavu rostlinné výroby v Praze–Ruzyni, kde po 2. sv. válce pracovala

Libuše Marianová se po skončení druhé světové války provdala za svého přítele z mládí a přijala jeho příjmení Nachtmannová. Dokončila započaté studium farmacie a od roku 1949 až do svého odchodu do starobního důchodu pracovala v oddělení chemie ve Výzkumném ústavu rostlinné výroby v Praze–Ruzyni. V zahraničním oddělení Výzkumného ústavu rostlinné výroby využila i svoje jazykové znalosti němčiny a francouzštiny. Libuše Nachtmannová byla členkou Mezinárodního výboru koncentračního tábora Ravensbrück a Sdružení osvobozených politických vězňů. Nikdy nevstoupila do řad členů KSČ. Zemřela 28. srpna 2013 ve věku 93 let.